# Sü Jü-chua (judistka)
Sü Jü-chua (čínsky pchin-jinem Xú Jùhuá, znaky 徐玉华; * 2. března 1983 Pin-čou) je bývalá čínská zápasnice – judistka.

## Sportovní kariéra
S judem začínal v rodném Pin-čou v 12 letech. Většinu své sportovní kariéry se připravovala na Pekingské sportovní univerzitě pod vedením trenérky Čchaj Ling. V čínské ženské reprezentaci se pohybovala od roku 2001 v lehké váze do 57 kg a od roku 2005 v polostřední váze do 63 kg. V roce 2004 v čínské nominaci na olympijské hry v Athénách neuspěla. V roce 2006 vyhrála asijské hry a v roce 2008 vybojovala nominaci na domácí olympijské hry v Pekingu. Na olympijském turnaji však takticky nezvládla zápas úvodního kola s Korejkou Kong Ča-jong a prohrála po třech napomenutí na wazari. V roce 2012 se kvalifikovala na olympijské hry v Londýně, ale v nominaci ustoupila své mladší sestře Sü Li-li, která v Londýně získala stříbrnou olympijskou medaili. Vzápětí ukončila sportovní kariéru.

### Vítězství
- 2010 – 1x světový pohár (Abú Zabí)
- 2011 – 1x světový pohár (Praha)

## Výsledky
| Turnaj            | 2000       | 2001       | 2002       | 2003       | 2004       | 2005             | 2006             | 2007             | 2008             | 2009             | 2010             | 2011             | 2012             |
| Turnaj            | 17         | 18         | 19         | 20         | 21         | 22               | 23               | 24               | 25               | 26               | 27               | 28               | 29               |
| Turnaj            | lehká váha | lehká váha | lehká váha | lehká váha | lehká váha | polostřední váha | polostřední váha | polostřední váha | polostřední váha | polostřední váha | polostřední váha | polostřední váha | polostřední váha |
| ----------------- | ---------- | ---------- | ---------- | ---------- | ---------- | ---------------- | ---------------- | ---------------- | ---------------- | ---------------- | ---------------- | ---------------- | ---------------- |
| Olympijské hry    | —          |            |            |            | —          |                  |                  |                  | úč.              |                  |                  |                  | —                |
| Mistrovství světa |            | 5.         |            | —          |            | úč.              |                  | —                |                  | —                | úč.              | 7.               |                  |
| Asijské hry       |            |            | —          |            |            |                  | 1.               |                  |                  |                  | —                |                  |                  |
| Mistrovství Asie  | —          | —          |            | —          | —          | —                |                  | —                | —                | —                |                  | —                | 3.               |
| MS juniorů        | 3.         |            | úč.        |            |            |                  |                  |                  |                  |                  |                  |                  |                  |